# Tracy Hickman
Tracy Raye Hickman (Salt Lake City, 26 novembre 1955) è uno scrittore e autore di giochi statunitense, conosciuto soprattutto per i suoi lavori di progettazione di giochi di ruolo riguardanti Dragonlance e coautore con Margaret Weis dei principali romanzi che hanno per sfondo questa ambientazione.

## Biografia
Tracy Hickman è nato e cresciuto a Salt Lake City, Utah si è diplomato alla Provo High School nel 1974. In 1975 iniziò due anni di servizio come missionario per la Chiesa di Gesù Cristo dei santi degli ultimi giorni. In attesa dell'approvazione del visto di ingresso trascorse sei mesi alle Hawaii per trasferirsi quindi in Indonesia. Qui servì come missionario a Surabaya, Giacarta e Bandung, fino al 1977.
Quattro mesi dopo essere tornato si sposò con la sua ragazza delle superiori Laura Curtis.. Si iscrisse quindi alla Brigham Young University.
Prima di lavorare per la TSR nel 1982 cambiò molti lavori, tra cui magazziniere in un supermercato, proiezionista, gestore di teatro, lavoratore del vetro e assistente televisivo.
Fu la moglie ad introdurre Tracy ai giochi di ruolo regalandogli il Dungeons & Dragons Basic Set e Hickman ne diventò subito appassionato (Laura disse che dopo averglielo regalato non lo vide più per tre settimane) Per trasformare la passione in una fonte di guadagni i coniugi Hickman iniziarono a vendere modulo d'avventura con il nome di DayStar West Media. I primi due moduli venduti furono Rahasia e Pharaoh
Nel 1981 Tracy entrò in una società per la produzione di un videogioco, ma il suo socio scomparve lasciandogli 30.000$ di debiti. Privo di fondi e disperato Tracy contattò la TSR offrendogli i moduli che aveva scritto, "così da poter comprare le scarpe per i miei bambini" La TSR comprò i moduli ma gli propose anche un posto di lavoro, "Dissero che sarebbe stato più facile pubblicare le mie avventure se fossi stato parte della compagnia. Così ci trasferimmo dallo Utah al Wisconsin. Fu un'esperienza terrificante. Eravamo senza soldi. I miei genitori ci pregarono di non avventurarci così lontano per seguire una carriera bizzarra. Mio padre disse che c'era un posto libero per me come cuoco in una friggitoria a Flagstaff (dove i miei genitori vivevano) e mi pregò di accettarlo."
La TSR pubblicò Pharaoh come I3: Pharaoh (1982), la prima parte della serie Desert of Desolation, dopo che Hickman la integrò con un'avventura di PHilip Meyer che divenne I4: Oasis of the White Palm (1983) e Hickman scrisse la terza parte della serie che fu pubblicata come I5: Lost Tomb of Martek (1983) Rahasia fu ristampata come RPGA1: Rahasia (1982) ed espansa in RPGA2: Black Opal Eye (1982). Vampyr, un modulo scritto da Hickman ma non ancora pubblicato fu pubblicato come I6: Ravenloft (1983) e l'origine dell'omonima ambientazione.
Durante il viaggio dallo Utah al Wisconsin Tracy concepì l'idea per una campagna basata sui draghi. Alla TSR trovò altri autori interessati al suo progetto, che fu chiamato "Progetto Overlord" Tra i primi sostenitori ci furono Harold Johnson, che convinse Hickman ad ampliare la sua idea iniziale di una trilogia di avventure, Jeff Grubb, che fornì un pantheon di divinità che aveva creato per una campagna all'università, Carl Smith e Larry Elmore, che realizzò i primi bozzetti di illustrazioni da proporre alla direzione Il progetto proposto di una serie di dodici avventure e diversi prodotti collegati (miniature, calendario, romanzi, libri da colorare, ) fu accettata dalla direzione al gruppo di autori si aggiunsero Margaret Weis e Douglas Nilese Questo fu il primo progetto della TSR che comprendeva non solo i moduli dell'avventura, ma tutta una serie di prodotti collegati, inizialmente si era deciso di affidare la scrittura dei romanzi a degli scrittori affermati, ma il gruppo di sviluppo non fu soddisfatto delle bozze proposte dagli autori contattati e Jean Black, il responsabile del dipartimento libri della TSR, incaricò Hickman e Weis di scrivere I draghi del crepuscolo d'autunno (Dragons of Autumn Twilight) e il resto de Le cronache di Dragonlance sulla base del testo di prova proposto da Hickman e Weis (il prologo e i primi cinque capitoli).
La trilogia de Le cronache di Dragonlance fu subita seguita da un'altra trilogia Le leggende di Dragonlance (Dragonlance Legends) sempre di Weis e Hickman. Per il 1987, il progetto Dragonlance aveva venduto due milioni di libri e mezzo milione di moduli di avventura.
Hickman lasciò la TSR nel 1987, dopo aver collaborato ad oltre 30 romanzi con Weis. Insieme scrissero anche il Ciclo di Darksword, quello di Death Gate, e quello della Rosa del Profeta (Rose of the Prophet) (1988-1989). Nel 1995 Weis e Hickman ritornarono alla TSR per scrivere una nuova trilogia, anche se questa fu trasformata dalla TSR in un singolo libro, I draghi dell'estate di fuoco (Dragons of Summer Flame) e la distruzione dell'ambientazione classica scontentò i fan. Nel 1996 Hickman scrisse da solo Requiem of Stars e The Immortals. Hickman disse di The Immortals, un romanzo ambientato in un futuro prossimo riguardo ad un campo di concentramento per i malati di AIDS nello Utah: "Fui assolutamente spinto a scrivere quel libro. Mi permise di dire molte cose che volevo e voglio fortemente dire. È forse il mio miglior lavoro."
Per il progetto Starshield Hickman e Weis scrissero due dei tre romanzi previsti Sentinelle dell'Universo (Starshield Sentinels) e La spada della notte (Nightsword) e Hickman scrisse da solo il racconto breve Dedrak's Quest pubblicato su Dragon n. 250. Oltre ai romanzi Starshield avrebbe dovuto anche avere un gioco di ruolo e un videogioco online collegati, ma lo sviluppo di entrambi si arrestò senza arrivare al completamento.
Alla fine degli anni novanta Larry Elmore contattò Weis e Hickman per proporre di scrivere la trilogia de La Pietra Sovrana ambientato nel mondo da lui ideato di Loerem.
Sotto la guida di Peter Adkison la Wizards of the Coast pubblicò una nuova serie di romanzi di Dragonlance scritti da Weis e Hickman intitolata War of Souls, cominciando con Dragons of a Fallen Sun (2000). Hickman annunciò nel 2008 che avrebbe iniziato a scrivere due nuove serie fantasy, Dragonships che di sei libri insieme a Margaret Weis e la trilogia Drakis insieme a sua moglie Laura.
Nel 2002 Hickman è stato introdotto insieme a Weis nella Hall of Fame degli Origins Award per "una linea di giochi diventata un successo letterario: Dragonlance."
Tracy e Laura Hickman hanno scritto l'avventura Out in the Black (2006) per il Serenity Role Playing Game della Margaret Weis Productions.
Nel 2009, Hickman ha pubblicato XDM: X-Treme Dungeon Mastery, una guida per i dungeon master basata sui suoi anni di esperienza. Scritto con suo figlio Curtis Hickman e illustrata da Howard Tayler.
Nel 2010, Tracy e Laura Hickman hanno lanciato una serie fantasy pubblicata sul web, Dragon's Bard. I sottoscrittori possono scaricare i capitoli in formato elettronico man mano che vengono scritti e infine ricevere una copia fisica del libro al suo completamento. Hickman l'ha definita un misto delle tecniche delle letteratura seriale del XIX secolo con la moderna distribuzione via Internet. Eventide e i seguenti due libri della serie sono stati contrattati per la distribuzione da parte della Shadow Mountain Publishing nel 2012.
Nonostante sia noto soprattutto per le sue opere di fantasy epica, Hickman ha scritto nel 2012 il romanzo Wayne of Gotham per la DC Comics.

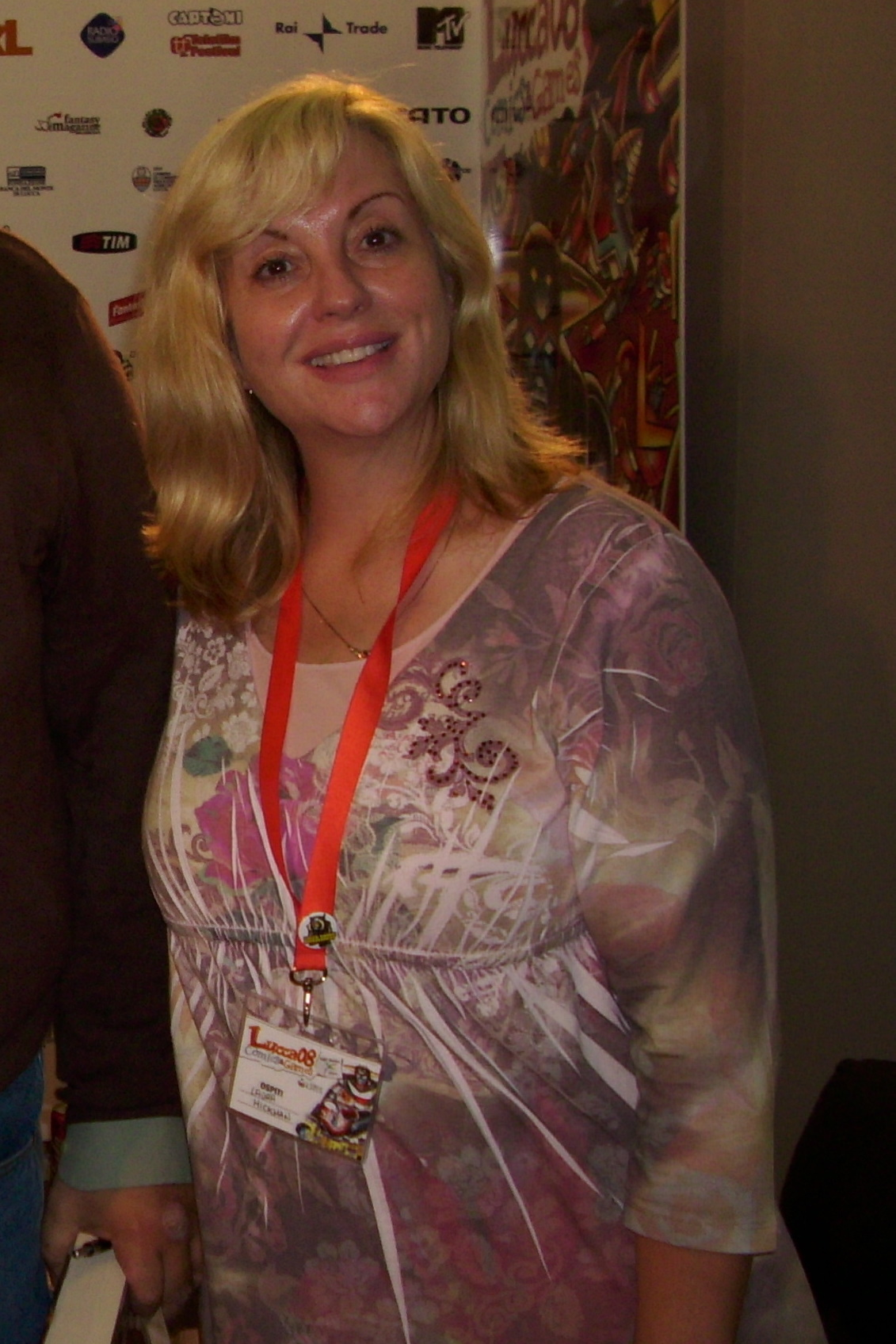
Laura Hickman a Lucca Comics & Games 2008. Insieme al marito è stata l'autrice di diversi romanzi fantasy e moduli di gioco per Dungeons & Dragons, tra cui quello che fu di ispirazione per l'ambientazione di Ravenloft.

## Opere

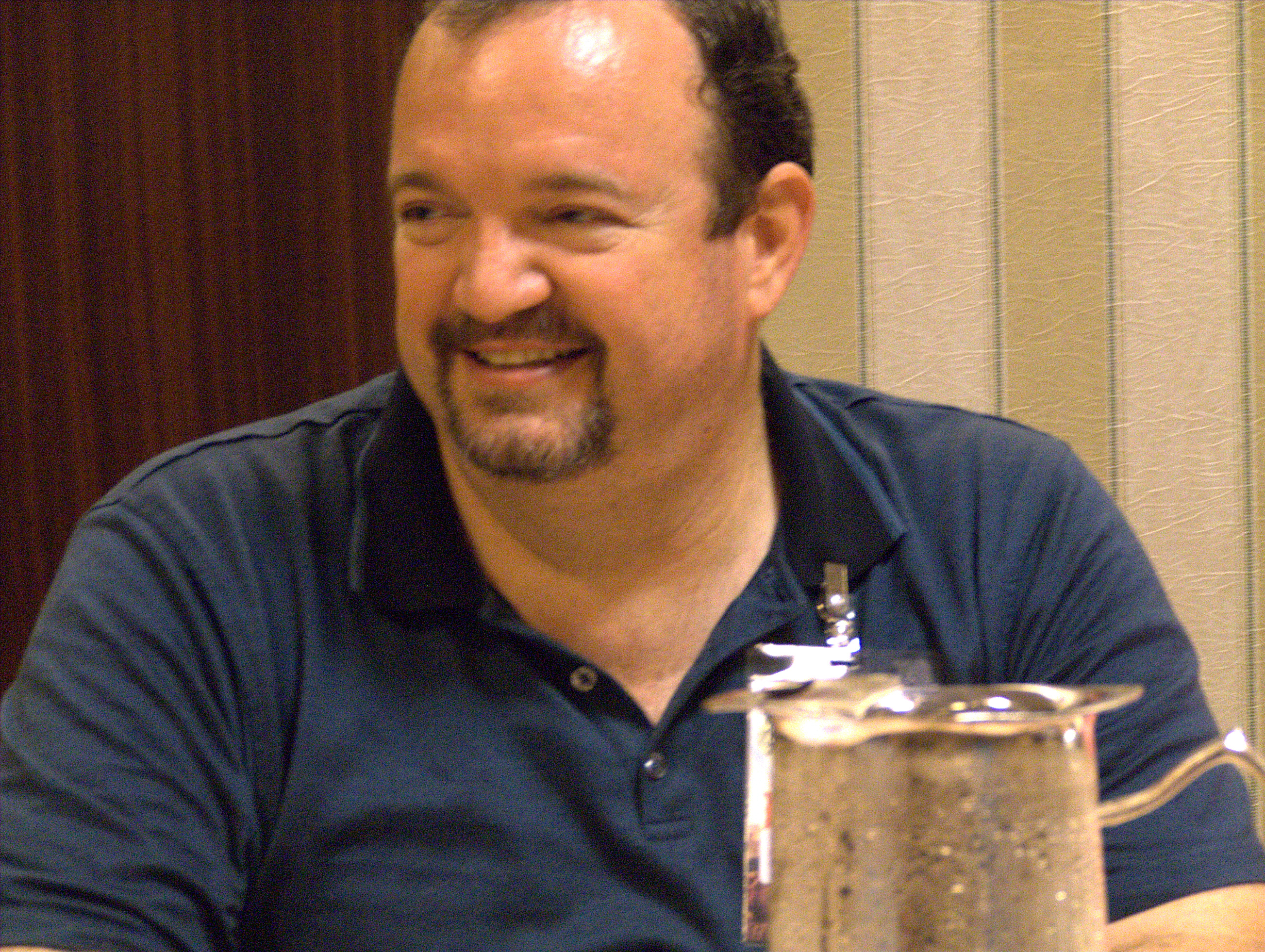
Tracy Hickman a Dragon Con 2006

### Dragonlance
Le cronache di Dragonlance
Scritti con Margaret Weis:
1. I draghi del crepuscolo d'autunno, 1984 (Dragons of Autumn Twilight) ISBN 88-344-1744-5
2. I draghi della notte d'inverno, 1985 (Dragons of Winter Night) ISBN 88-344-1016-5
3. I draghi dell'alba di primavera, 1985 (Dragons of Spring Dawning) ISBN 88-344-1746-1

- Le Cronache raccoglie tutti e tre i romanzi in un unico volume, 2004. ISBN 88-344-1695-3
- Le cronache annotate, raccoglie tutti e tre i romanzi in un unico volume con annotazioni degli autori. ISBN 88-344-1833-6

Ed. Junior
1. Il ritorno dei draghi, 2003 (A Rumor of Dragons) ISBN 88-344-1616-3
2. La notte dei draghi, 2003 (Night of the Dragons) ISBN 88-344-1617-1
3. Le terre d'incubo, 2003 (The Nightmare Lands) ISBN 88-344-1676-7
4. I cancelli di Palanthas, 2003 (To the Gates of Palanthas) ISBN 88-344-1677-5

Le leggende di Dragonlance
Scritti con Margaret Weis:
1. Il destino dei gemelli, 1986 (Time of the Twins) ISBN 88-344-1137-4
2. La guerra dei gemelli, 1986 (War of Twins) ISBN 88-344-1138-2
3. La sfida dei gemelli, 1986 (Test of the Twins) ISBN 88-344-1139-0

- Le Leggende, raccoglie tutti e tre i romanzi in un unico volume, 2004. ISBN 88-344-1636-8

Le Cronache di Krynn
Scritti con Margaret Weis:
1. Le Cronache di Krynn: Fili di Seta (raccolta di racconti, contiene Il prode cavaliere, La storia che Tasslehoff giurò di non raccontare, Raistlin e il cavaliere di Solamnia 1992 (The Silken Threads, True Knight, The Story that Tasselhoff Promised He Would Never, Ever, Ever Tell, Raistlin and the Knight of Solamnia) ISBN 88-344-1484-5

La Guerra del Caos
Scritti con Margaret Weis:
1. La seconda generazione, 1994 (The Second Generation) ISBN 88-344-0629-X
2. I draghi dell'estate di fuoco, 1995 (Dragons of Summer Flame) ISBN 88-344-0838-1
3. I Draghi del Chaos, (AA.VV.) 2003 (The Dragons of Chaos) ISBN 88-344-1620-1

La Guerra delle Anime
Scritti con Margaret Weis:
1. I Draghi del Sole Morente, 2000 (Dragons of a Fallen Sun) ISBN 88-344-1329-6
2. I Draghi della Stella Perduta, 2001 (Dragons of a Lost Star) ISBN 88-344-1398-9
3. I Draghi della Luna Evanescente, 2002 (Dragons of a Vanished Moon) ISBN 88-344-1506-X

### Altri
Il Ciclo di Death Gate
Scritti con Margaret Weis:
1. L'ala del drago, 1990 (Dragon Wing) ISBN 88-344-1475-6
2. La stella degli elfi, 1990 (Elven Star) ISBN 88-344-1546-9
3. Mare di fuoco, 1991 (Fire Sea) ISBN 88-344-1593-0
4. Il sortilegio del serpente, 1991 (Serpent Mage) ISBN 88-344-1666-X
5. La mano del caos, 1993 (The Hand of Chaos) ISBN 88-344-1777-1
6. Nel labirinto, 1993 (Into the Labyrinth) ISBN 88-04-47933-7
7. La settima porta, 1994 (The Seventh Gate) ISBN 88-04-47731-8

Il Ciclo di Darksword
Scritti con Margaret Weis:
1. La Spada Nera, 1988 (Forging the Darksword) ISBN 88-7983-251-4
2. L'Antica Profezia, 1988 (Doom of the Darksword) ISBN 88-356-0117-7
3. Il Trionfo della Spada Nera, 1988 (Triumph of the Darksword) ISBN 88-356-0170-3
4. L'Eredità della Spada Nera, 1997 (Legacy of the Darksword) ISBN 88-347-0752-4

Il Ciclo della Rosa del Profeta
Scritti con Margaret Weis:
1. La Rosa del Profeta, 1989 (The Will of the Wanderer) ISBN 88-04-40205-9
2. Il Paladino della Notte, 1989 (Paladin of the Night) ISBN 88-04-40615-1
3. Il Profeta di Akhran, 1989 (Prophet of Akhran)

La Pietra Sovrana
Scritti con Margaret Weis:
1. Il Pozzo dell'Oscurità, 1998 (W ell of Darkness) ISBN 88-347-0920-9
2. I Custodi del Passato, 1999 (Guardians of the Losts) ISBN 88-347-0854-7
3. Viaggio nel Vuoto, 2003 (Journey Into The Void) ISBN 88-347-0966-7

Ciclo di Starshield
Scritti con Margaret Weis:
1. Sentinelle dell'universo, 1996 (Starshield Sentinels) ISBN 88-344-0985-X
2. La spada della notte, 1998 (Nightsword) ISBN 88-8113-090-4

I Cantici del Bronzo
Scritti con Laura Hickman:
1. Il guerriero misterioso, 2005 (Mystic Warrior) ISBN 88-344-1828-X
2. La ricerca mistica
3. L'impero mistico